# Noisy-sur-École
Noisy-sur-École är en kommun i departementet Seine-et-Marne i regionen Île-de-France i norra Frankrike. Kommunen ligger i kantonen La Chapelle-la-Reine som tillhör arrondissementet Fontainebleau. År 2022 hade Noisy-sur-École 1 822 invånare.

## Befolkningsutveckling
Antalet invånare i kommunen Noisy-sur-École
| Referens: INSEE |